# Ljuben (distrikt i Bulgarien, Plovdiv)
Ljuben (bulgariska: Любен) är ett distrikt i Bulgarien.   Det ligger i kommunen Obsjtina Săedinenie och regionen Plovdiv, i den centrala delen av landet, 110 km öster om huvudstaden Sofia.
Trakten runt Ljuben består till största delen av jordbruksmark. Runt Ljuben är det ganska glesbefolkat, med 31 invånare per kvadratkilometer.